# Rali

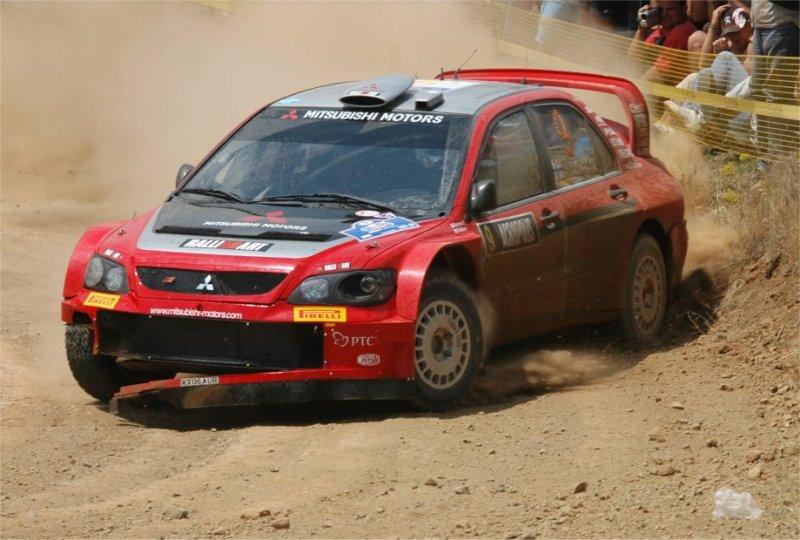
Mitsubishi Lancer WRC

A rali az autósport azon formája, amelyet általában közúton vagy magánutakon bonyolítanak le forgalmi engedéllyel rendelkező, módosított sorozatgyártású vagy speciálisan épített versenyautókkal.

## Csoportok
A raliban részt vevő autók csoportokra oszlanak aszerint, hogy a sorozatgyártású autóhoz képest milyen módosítások engedélyezettek:
- N csoport
- A csoport
- Super 1600 (S1600)
- Super 2000 (S2000)
- WRC
- R5
- Historic

## Kifejezések

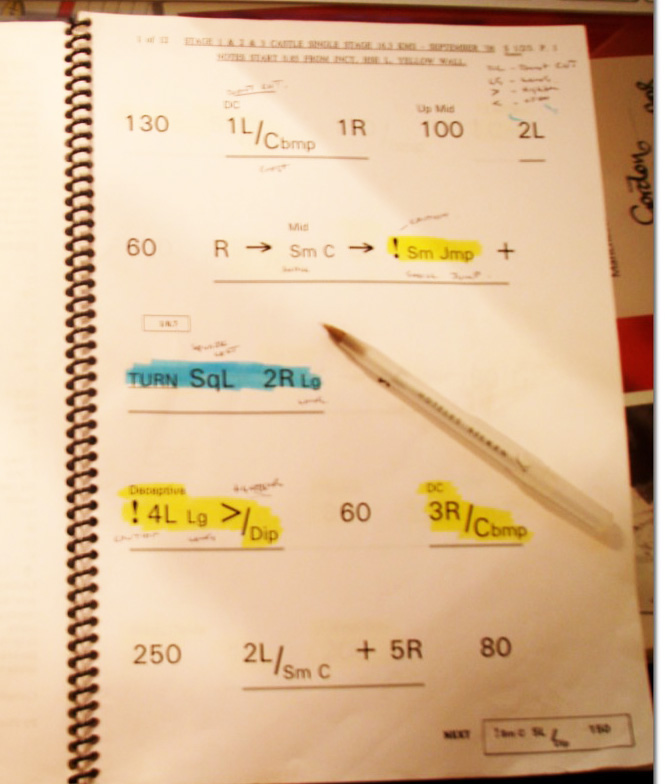
Itiner

- Gyorsasági szakasz: A verseny azon része ahol az eredmények mérése történik, ezek nem épített versenypályák, hanem közutak kijelölt, lezárt szakaszai.
- Etap: A gyorsasági szakaszok közötti összekötő utat az etap elnevezés illeti, itt a KRESZ érvényes szabályai szerint kell a verseny folyamán közlekedniük a versenyzőknek is.
- Navigátor: Szerepe aktuális szakaszról információk közlése a sofőr számára.
- Itiner: Információs füzet, a verseny adatait tartalmazza.

## Típusai
- Rali
- Ralikrossz
- Tereprali
- E-rally [1]

## Bajnokságok

### Nemzetközi bajnokságok
- Rali-világbajnokság (WRC)
- Európai ralibajnokság (ERC)

### Regionális bajnokságok
- Európai ralibajnokság (ERC)
- Ázsia–óceániai ralibajnokság (APRC)
- Afrikai ralibajnokság (ARC)
- Közel-keleti ralibajnokság (MERC)

### Nemzeti bajnokságok
- Magyar ralibajnokság

### Amatőr bajnokságok
- Regionális Amatőr Rally Bajnokság  (R.A.R.B.)